# Drča
Drča je naselje v Občini Šentjernej.